# Faceless
Faceless é o terceiro álbum de estúdio banda norte-americana de hard rock Godsmack. O álbum apresentou o baterista Shannon Larkin, antigo baterista da banda Ugly Kid Joe. O álbum foi lançado no dia 8 de abril de 2003.
As músicas "Straight Out of Line" e "I Stand Alone" foram indicadas ao Grammy como "Melhor Música de Rock" e "Melhor Performance de Hard Rock", respectivamente.

## Faixas
| N.º | Título                 | Compositor(es) | Duração |  |
| 1.  | "Straight Out of Line" | Erna           | 4:19    |  |
| 2.  | "Faceless"             | Erna           | 3:35    |  |
| 3.  | "Changes"              | Erna, Rombola  | 4:19    |  |
| 4.  | "Make Me Believe"      | Erna           | 4:08    |  |
| 5.  | "I Stand Alone"        | Erna           | 4:07    |  |
| 6.  | "Re-Align"             | Erna           | 4:20    |  |
| 7.  | "I Fucking Hate You"   | Erna           | 4:08    |  |
| 8.  | "Releasing the Demons" | Erna           | 4:12    |  |
| 9.  | "Dead and Broken"      | Erna           | 4:11    |  |
| 10. | "I Am"                 | Erna           | 3:59    |  |
| 11. | "The Awakening"        | Erna           | 1:30    |  |
| 12. | "Serenity"             | Erna, Rombola  | 4:34    |  |

### Faixas bônus do lançamento no Reino Unido
| N.º | Título                | Duração |  |
| 1.  | "Keep Away (ao vivo)" | 7:42    |  |
| 2.  | "Awake (ao vivo)"     | 3:39    |  |

## Posições nasparadas
álbum - Billboard (América do Norte)
| Ano  | Parada              | Posição |
| ---- | ------------------- | ------- |
| 2003 | Billboard 200       | 1       |
| 2003 | Top Internet Albums | 1       |
| 2003 | Top Canadian Albums | 9       |

Singles - Billboard (América do Norte)
| Ano  | Single                 | Parada                 | Posição |
| ---- | ---------------------- | ---------------------- | ------- |
| 2002 | "I Stand Alone"        | Mainstream Rock Tracks | 1       |
| 2002 | "I Stand Alone"        | Modern Rock Tracks     | 20      |
| 2003 | "Straight Out of Line" | Mainstream Rock Tracks | 1       |
| 2003 | "Straight Out of Line" | Modern Rock Tracks     | 9       |
| 2003 | "Straight Out of Line" | Billboard Hot 100      | 73      |
| 2003 | "Serenity"             | Mainstream Rock Tracks | 7       |
| 2004 | "Serenity"             | Modern Rock Tracks     | 10      |
| 2004 | "Re-Align"             | Mainstream Rock Tracks | 3       |
| 2004 | "Re-Align"             | Modern Rock Tracks     | 28      |

### Certificações
| País           | Vendas     | Data da certificação | Certificação |
| -------------- | ---------- | -------------------- | ------------ |
| Estados Unidos | 1.500.000+ | 12 de maio, 2003     | Platina      |

Faceless recebeu disco de platina pela Recording Industry Association of America, o que significa que foram vendidas cerca de 1.500.000 unidades do álbum. A banda alcançou esta marca cinco meras semanas após o lançamento do álbum em abril.

## Detalhes dos lançamentos
| País           | Data              | Gravadora               |
| -------------- | ----------------- | ----------------------- |
| Estados Unidos | 8 de abril, 2003  | Universal               |
| Reino Unido    | 22 de abril, 2003 | Universal International |